# شورش نیکنام
شورش نیکنام (۱۳۶۸ – ۵ آذر ۱۴۰۱) یکی از شهروندان کُرد اهل مهاباد بود که در خیزش ۱۴۰۱ ایران مجروح شد و مدتی بعد جان‌باخت.

## زندگی
سلیمان نیکنام معروف به شورش نیکنام در سال ۱۳۶۸ متولد شد. او به همراه همسر و دختر خردسالش در شهر کُردنشین مهاباد در استان آذربایجان غربی زندگی می‌کرد.

## کشته شدن
شورش نیکنام ۲۶ آبان ۱۴۰۱ در جریان اعتراضات مردم شهر مهاباد در محلهٔ پشت‌تپ، از سوی نیروهای سپاه پاسداران از ناحیهٔ سینه و شکم مورد اصابت گلوله جنگی قرار گرفت و به شدت زخمی شد. پس از آن به بیمارستان سیدالشهدا ارومیه منتقل شد و طی ده روز، تحت تدابیر شدید امنیتی در این بیمارستان بستری بود. او سرانجام عصر ۵ آذر ۱۴۰۱ به علت شدت جراحات جان‌باخت.
پیکر شورش نیکنام ۹ آذر ۱۴۰۱ در روستای قلعه‌جوغه از توابع بخش مرکزی شهرستان مهاباد در استان آذربایجان غربی ایران به خاک سپرده شد.

## حواشی
- جمعی از مردم مهاباد در مراسم خاکسپاری شورش نیکنام حضور یافتند و شعارهایی از جمله «شورش قهرمانه، شهید کردستانه» سر دادند.[۱۳][۱۴]
- همسر شورش نیکنام در مراسم خاکسپاری بر سر مزار او گفت: «زن نیستم اگر انتقامت را نگیرم. شهید نمی‌میرد.»[۱۵][۱۶]
- ویدئوهایی از لالایی خواندن مادر شورش نیکنام در آرامگاه فرزندش، مورد توجه کاربران فضای مجازی و رسانه‌ها قرار گرفت.[۱۷][۱۸][۱۹]
- دادستان مهاباد با تأیید جان‌باختن شورش نیکنام به علت اصابت تیر، مرگ او را مشکوک خواند و گفت در این مورد پرونده قضایی تشکیل شده‌است.[۲۰][۲۱]